# Turun Urheiluliitto
Turun Urheiluliitto (TuUL) est un club omnisports situé à Turku, en Finlande. Fondé en 1901, la structure comprend plusieurs sections sportives, dont l'athlétisme, le bowling, le volleyball, le patinage artistique, la boxe, le cyclisme, le triathlon et la gymnastique. 
La section athlétisme compte parmi ses anciens membres les multiples médaillés olympiques Paavo Nurmi, Hannes Kolehmainen, Harri Larva, Raimo Heinonen, Veikko Karvonen et Kaisa Parviainen.